# 52.º Batalhão de Infantaria de Selva

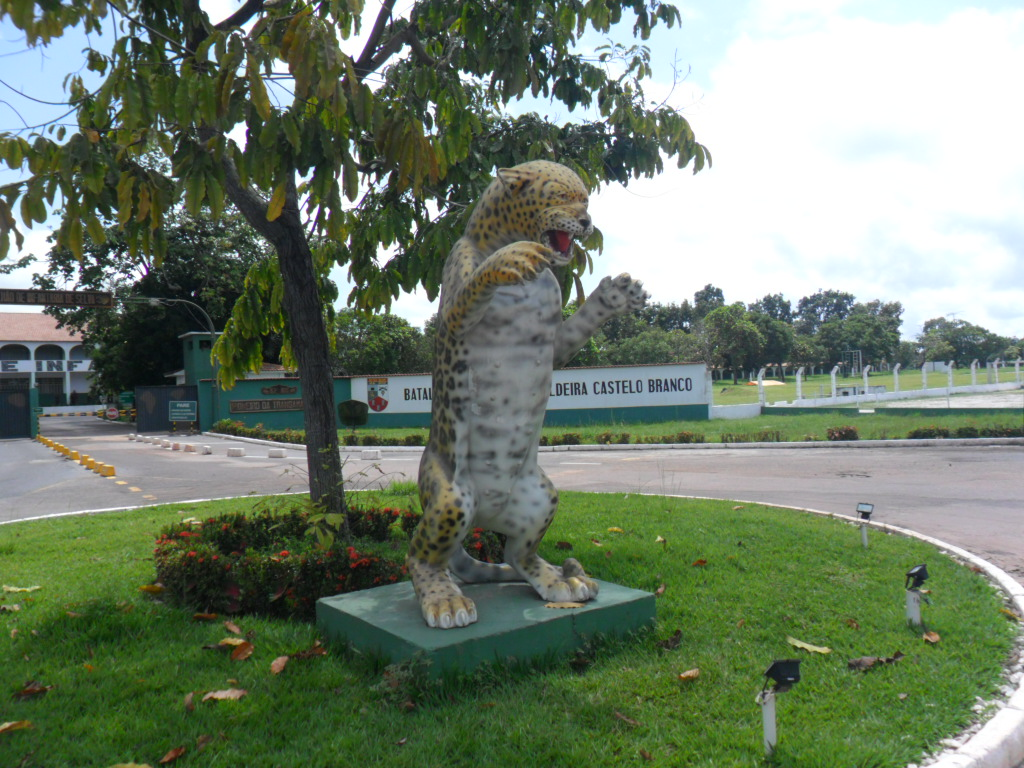
Rotatória de entrada do batalhão, com uma estátua de uma onça pintada, um dos símbolos da unidade.

O 52.º Batalhão de Infantaria de Selva (52.º BIS) é uma unidade do exército brasileiro, localizado no município de Marabá, no sudeste do Pará. É subordinada à 23.ª Brigada de Infantaria de Selva, também sediada em Marabá. O 52.º BIS possui a denominação histórica de "Batalhão Capitão-Mor Francisco Caldeira Castelo Branco."
É um batalhão de 1ª linha, de tipo III, sendo constituído por uma Companhia de Comando e Apoio, e três Companhias de Infantaria de Selva, além do Núcleo Preparatório de Oficiais da Reserva (NPOR).
Está situado na reserva de selva de preparo militar entre os bairros Araguaia e Cidade Jardim, na Nova Marabá, na rodovia Transamazônica, a cerca de 9 km do centro histórico da cidade de Marabá. Está assentado em um grande conjunto arquitetônico, constituído por pavilhões de linhas arrojadas, onde destacam-se o pavilhão de comando, os pavilhões das companhias de fuzileiros, da Companhia de Comando e Apoio, da Base Administrativa e do Pelotão de Saúde. O seu atual comandante é o Ten Cel Alexandre Grangeiro de Lima.

## Histórico
No dia 31 de janeiro de 1973, chegava a Marabá, por via aérea, um pelotão da 3ª Companhia do 2.º Batalhão de Infantaria de Selva, sediado na cidade de Belém, caracterizando, efetivamente, a criação do 52.º BIS. Em junho do mesmo ano, chegaram a Marabá os outros dois pelotões.
Assim, em portaria ministerial reservada nº 022, de 10 julho de 1973, foi a 3ª Cia. do 2.º BIS transformada em 1ª Cia. do 52.º BIS. Nesse período, tanto a incorporação do ano de 1974, destinada à 1ª/52.º BIS, quanto a de 1975, já para o 52.º BIS, foram realizadas com jovens recrutas da região de Marabá.
Desde 2003 porta a insígnia da Ordem do Mérito Militar, concedida pelo presidente Luiz Inácio Lula da Silva.
Através da portaria nº 205 de 4 de abril de 2005, o comandante do Exército concedeu a denominação histórica "Batalhão Capitão-Mor Caldeira Castelo Branco", o estandarte e o distintivo históricos. Na relembrança do capitão-mor Francisco Caldeira Castelo Branco, fundador, em 1616, do Forte do Presépio, a primeira fortificação militar da Amazônia e que deu origem à cidade de Belém, pelo que este militar recebeu o epíteto de "descobridor e primeiro conquistador da Amazônia".